# Hugues Imbert
Hugues Imbert, född 1842, död 1905, var en fransk musikskriftställare.
Imbert var musikkritiker och sedan 1900 huvudredaktör av den i Bryssel utkommande "Guide musical". Han utgav i bokform idérika studier över samtida tonsättare: Profils de musiciens (1888; ny följd 1892), Portraits et études (1894), Profils d'artistes contemporains (1897) och Médaillons contemporains (1903) samt Georges Bizet (1899), La symphonie après Beethoven (1900), Johannes Brahms (1906) med flera. 